# 岩崎正視
岩崎 正視（いわさき まさみ、1925年12月27日 - 2019年3月1日）は、日本の実業家。勲等は勲二等。学校法人名城大学名誉顧問。
トヨタ自動車工業株式会社常務、トヨタ自動車株式会社副社長、トヨタ自動車株式会社副会長、株式会社名古屋グランパスエイト社長（第2代）、社団法人日本自動車工業会会長（第7代）、学校法人名城大学理事長（第13代）などを歴任した。

## 来歴

### 生い立ち
静岡県出身。1948年神戸経済大学（現神戸大学）卒業、トヨタ自動車工業（現トヨタ自動車）入社。

### 実業家にて
1973年取締役に昇格。1979年常務取締役。1982年専務取締役。1986年取締役副社長。1992年取締役副会長。
1995年には豊田達郎社長が病気のため不在となるなかで、日本自動車工業会会長に就任し、豊田章一郎トヨタ自動車会長とともに日米自動車交渉にあたった。1995年日本自動車研究所理事長、国民生活審議会委員、貿易会議議員。1996年トヨタ自動車相談役に退き、勲二等旭日重光章受章。1999年学校法人名城大学理事長。2001年トヨタ自動車顧問。2006年学校法人名城大学名誉顧問。
第2代名古屋グランパスエイト社長、愛知県経営者協会会長、日本自動車会議所副会長、東海銀行監査役なども務めた。2019年3月1日、老衰のため死去。93歳没。

## 家族・親族
デンソー太陽代表取締役社長を務めた岩崎正は長男。

## 略歴
- 1925年 - 静岡県にて誕生。
- 1948年 - 神戸経済大学卒業。
- 1973年 - トヨタ自動車工業取締役。
- 1979年 - トヨタ自動車工業常務。
- 1982年 - トヨタ自動車専務。
- 1986年 - トヨタ自動車副社長。
- 1988年 - トヨタファイナンス社長。
- 1992年 - トヨタ自動車副会長[3]。
- 1995年 - 日本自動車工業会会長。
- 1996年 - トヨタ自動車相談役[9]。
- 1999年 - 名城大学理事長[9]。
- 2001年 - トヨタ自動車顧問[3]。
- 2006年 - 名城大学名誉顧問[3]。
- 2019年 - 死去。

## 栄典
- 1996年 - 勲二等旭日重光章[4]。